# 大陆街道 (鹤岗市)
大陆街道，是中华人民共和国黑龙江省鹤岗市南山区下辖的一个乡镇级行政单位。

## 行政区划
大陆街道下辖以下地区：
大宁社区、大兴社区、大众社区和大瑞社区。